# Quách Thái Công
Quách Thái Công là nhà thiết kế nội thất người Đức gốc Việt thành danh tại Hamburg, sở hữu Công ty Thiết kế Thái Công Interior Design. Quách Thái Công từng đạt được nhiều giải thưởng như Infiny Award do Hội đồng ICP ở New York – Hoa Kỳ, Sư Tử Vàng ở Cannes – Pháp và giải Đồng do Hội đồng ADC ở Đức vinh danh. Cuối năm 2012, Quách Thái Công trở về Việt Nam mở rộng công việc kinh doanh với mong muốn góp sức cho sự phát triển của ngành thiết kế nội thất tại quê nhà. Nhà thiết kế nội thất này có trong tay danh sách những khách hàng thuộc giới chính khách, thượng lưu tại Đức và cả Việt Nam. Ông sở hữu kênh YouTube với hơn 500.000 người đăng ký, thường xuyên chia sẻ những kiến thức về phong cách sống thượng lưu đồng thời mang đến góc nhìn mới cho người xem về lối sống này.

## Tiểu sử
Quách Thái Công sinh ngày 01 tháng 01 năm 1972, trong một gia đình có truyền thống kinh doanh ở đường Lê Văn Duyệt (nay là đường Cách Mạng Tháng Tám), Sài Gòn. Cha của Quách Thái Công là người Việt gốc Hoa còn mẹ ông là người Việt Nam, hai người có với nhau 3 người con, Thái Công là con út. Nhà ông sở hữu công ty kinh doanh sản xuất dầu gội và keo xịt tóc Lê Lang 999.
Năm 1981, Quách Thái Công theo cha mẹ sang định cư ở Cộng hòa Dân chủ Đức, nơi ông phải trải qua cuộc sống hoàn toàn tự lập. Khoảng 15 tuổi, Thái Công đã bắt đầu trình diễn ảo thuật ở khắp các chương trình lớn nhỏ, từ tiệc sinh nhật, đám cưới cho đến những bữa tiệc có tới cả chục ngàn người tham dự, từng tham gia trình diễn ở các cuộc thi và gặt hái được khá nhiều giải lớn. Thu nhập từ nghề ảo thuật gia giúp ông có thể sắm sửa tất cả những gì mình muốn trong cuộc sống. Tốt nghiệp đại học chuyên ngành thiết kế thời trang tại Hamburg, Thái Công đã gắn bó một thời gian dài với công việc stylist và nhiếp ảnh gia trước khi quyết định trở thành một nhà thiết kế nội thất.

## Sự nghiệp
Năm 2003, Thái Công nhận giải Infinity Award do Hội đồng ICP (International Center of Photography) ở New York trao tặng với cuốn sách ảnh My Parents. Trong một dịp tình cờ, một người chủ khách sạn ngỏ ý muốn mua lại một số đồ vật trang trí trong phòng ảnh của Thái Công để trưng bày trong nhà, và nhờ ông tới tư vấn sắp xếp. Với con mắt nghệ thuật của mình, Thái Công đã khiến chủ nhà hài lòng về cách sắp xếp mới và người này đã khuyên ông nên thử sức với lĩnh vực thiết kế nội thất. Hợp đồng lớn đầu tiên đến với Thái Công khi một khách hàng thuê ông thiết kế nội thất cho một khách sạn 280 phòng.
Năm 2004, Thái Công Interior Design ra đời, bắt đầu với một showroom khiêm tốn ở phố Eppendorfer Weg, Hamburg. Năm 2007, Công ty Thái Công GmbH & Co.KG được thành lập. Quách Thái Công trở thành một trong những nhà thiết kế nội thất được yêu cầu nhiều nhất tại Đức, phục vụ cho những nhân vật nổi tiếng như Wladimir Klitschko, Barbara Schöneberger, Rafal van der Vaart. Ông cũng là người đồng thiết kế khách sạn cao cấp The George, tòa Marco Polo Tower, và phố Sophienterrasse ở Hamburg.
Năm 2012, Thái Công quyết định quay trở về Việt Nam. Năm 2014, ông mở văn phòng và showroom tại Thành phố Hồ Chí Minh mang đến những thiết kế nội thất giao thoa giữa văn hóa phương Đông và phương Tây. Một số công trình thiết kế tiêu biểu của ông tại Việt Nam có thể kể đến như Villa Tú Xương, Villa Sala, Villa Versace, City Garden penthouse, Villa Chateau, Sky Villa Landmark 81,...
Năm 2020, sau nhiều năm kiên quyết từ chối bán hàng trực tuyến vì giá trị thẩm mỹ khác biệt của dòng sản phẩm nội thất, do tình hình Đại dịch COVID-19, Thái Công Interior Design quyết định mở cửa hàng online. Bên cạnh việc mở cửa hàng online, Thái Công cũng tích cực sử dụng các kênh YouTube, Instagram,... như là một cách tương tác với khách hàng hiệu quả hơn bằng các video chia sẻ về nghệ thuật thiết kế không gian nhà ở và bí quyết nâng tầm phong cách sống.

## Đời tư
Quách Thái Công là người đồng tính và có bạn trai là Huy Phan (Huy Yves), giám đốc điều hành của một công ty. Ông công khai chung sống với Huy Phan từ nhiều năm và từng tiết lộ, bạn trai nhiều khi là niềm cảm hứng cho các sáng tạo của bản thân. Thái Công và Huy Phan đăng ký kết hôn tại Đức ngày 16 tháng 9 năm 2024.

## Giải thưởng
- Giải Sư Tử Vàng ở Cannes – Pháp hạng mục Ý tưởng.
- Giải Infinity Award do Hội đồng ICP ở New York – Hoa Kỳ năm 2003.[8]
- Giải Đồng do Hội đồng ADC ở Đức vinh danh hạng mục Thiết kế cho quyển sách My Parents.[3]
- Giải thưởng Nhà thiết kế của năm tại Harper's Bazaar Star Awards 2019.[3]

## Xuất bản
- My Parents: An Homage to Fashion, Photography and Life (2002), đồng tác giả với Michaela Hille.[19]
- Thái Công - A Passion for Aesthetics (2022), đồng tác giả với Ute Laatz.[20]